# Geoffrey Dummer

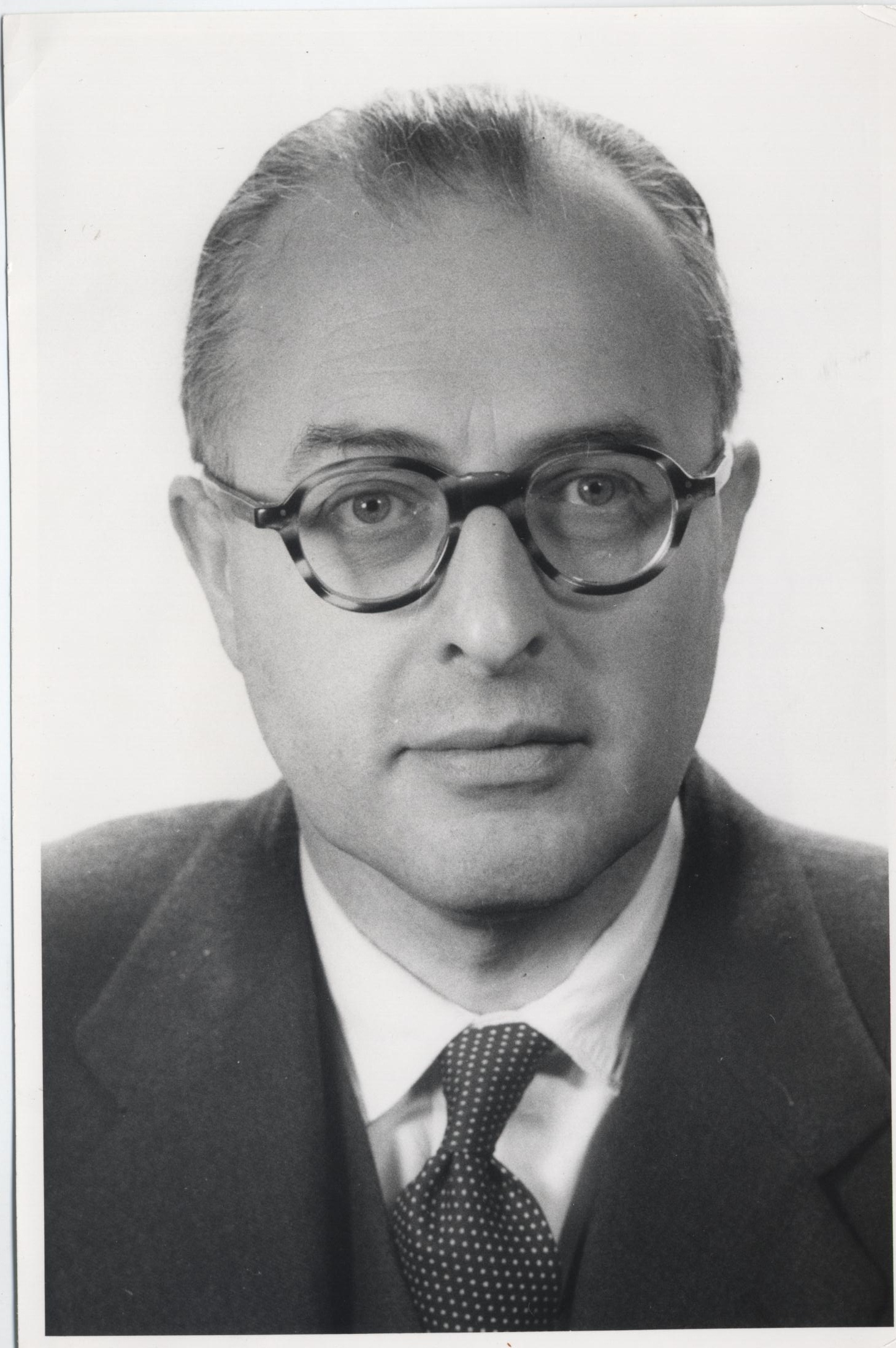
Geoffrey Dummer (jaren 1950)

Geoffrey William Arnold Dummer (Kingston upon Hull, 25 februari 1909 – Malvern, 16 september 2002) was een Brits elektrotechnicus. Hij wordt algemeen erkend als de eerste persoon die het concept bedacht van de geïntegreerde schakeling, ook wel microchip genoemd, begin jaren 1950.

## Biografie
Dummer was de zoon van de conciërge Arthur Robert William Dummer en Daisy Maria King. Hij verkreeg zijn opleiding aan de Sale High School en de Manchester College of Technology. Zijn eerste baan was in 1931 bij de Mullard Radio Valve Company. Na diverse andere baantjes kwam hij in 1939 terecht op het ministerie van defensie. Op de afdeling Telecommunications Research Establishment (TRE) deed hij als technisch officier onderzoek naar radarsystemen. Zijn team was onder meer verantwoordelijk voor de eerste Plan Position Indicator (PPI), het bekende ronde radarscherm dat gebruikt werd in de Tweede Wereldoorlog.
In 1945 werd Dummer onderscheiden met de benoeming tot Lid in de Orde van het Britse Rijk en ontving hij de bronzen Medal of Freedom (Verenigde Staten). Na de oorlog zette hij zijn radaronderzoek voort. Op 7 mei 1952 kwam hij met het voorstel van de geïntegreerde schakeling. Aan het einde van een lezing bracht hij de mogelijkheid naar voren om meerdere elektrische schakelelementen te plaatsen op enkel stuk silicium. Dit was zeven jaar voordat de Amerikanen Jack Kilby en Robert Noyce onafhankelijk van elkaar er patent op aanvroegen en een werkend exemplaar bouwden. De microchip zou het sleutelcomponent worden van alle moderne elektronica.
In 1966 trok hij zich terug en werd vervolgens voltijds consulent en auteur. Hij schreef vele artikelen en enkele tientallen boeken op het gebied van de elektronica. Hij bleef dit werk doen totdat hij in 1999 werd getroffen door een beroerte. De laatste tweeënhalf jaar verbleef hij in een verzorgingshuis in Malvern, waar hij op 93-jarige leeftijd overleed.

## Familie
Dummer trad in 1934 in het huwelijk met Dorothy Whitelegg. Hun enige zoon, Stephen John Dummer die officier was op de koopvaardij, overleed op 37-jarige leeftijd toen hij in 1983 verdronk in Mombassa. In 1992 overleed ook zijn vrouw Dorothy, waarop hij hertrouwde met June die hem overleefde.